# Royal Excel Mouscron

Escudo anterior

Royal Excel Mouscron é uma equipe belga de futebol fundada em 11 de março de 2010 e com sede em Mouscron. Disputa a primeira divisão da Bélgica (Belgian Pro League).
Seus jogos são mandados no Estádio Le Canonnier, que possui capacidade para 10.571 espectadores[carece de fontes?].

## Elenco atual
Atualizado em 15 de janeiro de 2016.
Legenda
- : Capitão
- : Jogador suspenso
- : Jogador lesionado